# Conus algoensis
Espèce
Statut de conservation UICN

 LC  : Préoccupation mineure
Conus algoensis est une espèce de mollusques gastéropodes marins de la famille des Conidae.
Comme toutes les espèces du genre Conus, ces escargots sont prédateurs et venimeux. Ils sont capables de « piquer » les humains et doivent donc être manipulés avec précaution, voire pas du tout.

## Description
La taille de la coquille varie entre 12 mm et 60 mm. La coquille fine est lisse,. Elle a une couleur marron-brun, avec une ou deux bandes de marques blanches longitudinales. La spire est articulée de blanc et de brun. 

## Distribution
Cette espèce marine est présente au large de la côte sud de l'Afrique du Sud.

### Niveau de risque d’extinction de l’espèce
Selon l'analyse de l'UICN réalisée en 2011 pour la définition du niveau de risque d'extinction, l'espèce est présente dans une petite aire de répartition, mais à des profondeurs relativement importantes dans des eaux froides, ce qui la rend difficile à collecter. La pollution est un problème pour les populations intertidales, tout comme la collecte excessive, car elles sont plus faciles à atteindre. Ces populations ont connu un déclin dans le passé, mais avec une protection adéquate, elles sont susceptibles de rebondir. Elle est présente dans quelques zones protégées et dans des eaux plus profondes, et est donc actuellement considérée comme étant de préoccupation mineure.

## Taxonomie

### Publication originale
L'espèce Conus algoensis a été décrite pour la première fois en 1834 par le naturaliste, illustrateur et conchyliologiste britannique George Brettingham Sowerby I (1788-1854) dans la publication intitulée « The conchological illustrations or, Coloured figures of all the hitherto unfigured recent shells »,.

### Synonymes
- Conus (Sciteconus) algoensis G. B. Sowerby I, 1834 · appellation alternative
- Conus danieli Crosse, 1858 · non accepté
- Conus jaspideus Kiener, 1846 · non accepté (invalide : homonyme junior de Conus..)
- invalide : junior homonym of Conus jaspideus Gmelin, 1791; C. danieli is a replacement name
- Dendroconus algoensis (G. B. Sowerby I, 1834) · non accepté
- Sciteconus algoensis (G. B. Sowerby I, 1834) · non accepté
- Sciteconus algoensis algoensis (G. B. Sowerby I, 1834) · non accepté
- Sciteconus algoensis algoensis f. agulhasi Coomans, Moolenbeek & Wils, 1980 · non accepté

### Sous-espèces
- Conus algoensis agulhasi, Coomans, Moolenbeek & Wils, 1980, accepté en tant que Conus algoensis algoensis, G. B. Sowerby I, 1834
- Conus algoensis scitulus, Reeve, 1849
- Conus algoensis simplex, G. B. Sowerby II, 1858
- Conus algoensis agulhasi, Coomans, Moolenbeek & Wils, 1980, accepté en tant que Conus algoensis algoensis, G. B. Sowerby I, 1834
- Conus algoensis norpothi, Lorenz, 2015, accepté en tant que Conus norpothi Lorenz, 2015 (original rank)

## Identifiants taxonomiques
Chaque taxon catalogué par les bases de données biologiques et taxonomiques possède un identifiant qui permet d'établir un point de référence. Les identifiants de Conus algoensis dans les principales bases sont les suivants :
CoL : XWVB - GBIF : 5728198 - iNaturalist : 431820 - IRMNG : 10839904 - TAXREF : 94300 - UICN : 192338 - 